# 切斯特·艾伦·阿瑟
切斯特·艾伦·阿瑟（英語：Chester Alan Arthur，1829年10月5日—1886年11月18日）是美国律师、政治家，1881年当选第20任美国副总统，同年九月詹姆斯·艾布拉姆·加菲尔德总统在遇刺两个月后身亡，阿瑟当上第21任美国总统。
阿瑟生于佛蒙特州富兰克林县费尔菲尔德，在紐約上州长大并在纽约执业。他在南北战争期间担任纽约州民兵军需主任，战后在纽约州共和党政治加大投入，从联邦参议员罗斯科·康克林的政治组织迅速崛起，是康克林与共和党中坚派系的重要支持者。尤利西斯·格兰特总统1871年任命他出任纽约港关税员，拉瑟福德·伯查德·海斯总统1878年为改革纽约州联邦官职分配解雇阿瑟。加菲尔德1880年获共和党总统候选人提名，大会提名阿瑟竞选副总统争取东部中坚派系。加菲尔德上任四个月后遇刺，11周后身亡并由阿瑟继任。
阿瑟上任之初竭力扭转身为中坚派的负面声誉，应对康克林组织的各种要求，倡导并实施《彭德尔顿公务员改革法》令改革派深感意外。他主导美国海军改头换面，但因未缓解内战结束以来持续累积的联邦预算盈余受到非议。阿瑟否决初版1882年《排华法》，认为长达20年的华人移民禁令违反《中美天津条约续增条款》，后在把禁令缩短一半的第二版签字。
阿瑟身体情况不佳，没有大力争取1884年共和党总统候选人提名，离开白宫后退休。新闻工作者亚历山大·麦克卢尔指出：“没有任何人当上总统时像切斯特·艾伦·阿瑟那样面临普遍不信任，也没有任何人退休时像他一样赢得政敌和盟友普遍尊重”。阿瑟的身体持续恶化，结合当时的政坛氛围导致任期与其他现代总统相比古井无波，但任内稳健表现赢得同代人赞誉。《紐約世界報》在阿瑟1886年去世之际称赞他担任总统期间没有忽视任何职责，也没有任何震惊全国的冒险计划。:423马克·吐温认为阿瑟任内已竭尽所能，很难再进一步。现代史学家在为美国历任总统排名时普遍认为阿瑟表现平庸，是最为后世遗忘的总统。

## 早年经历

### 家族

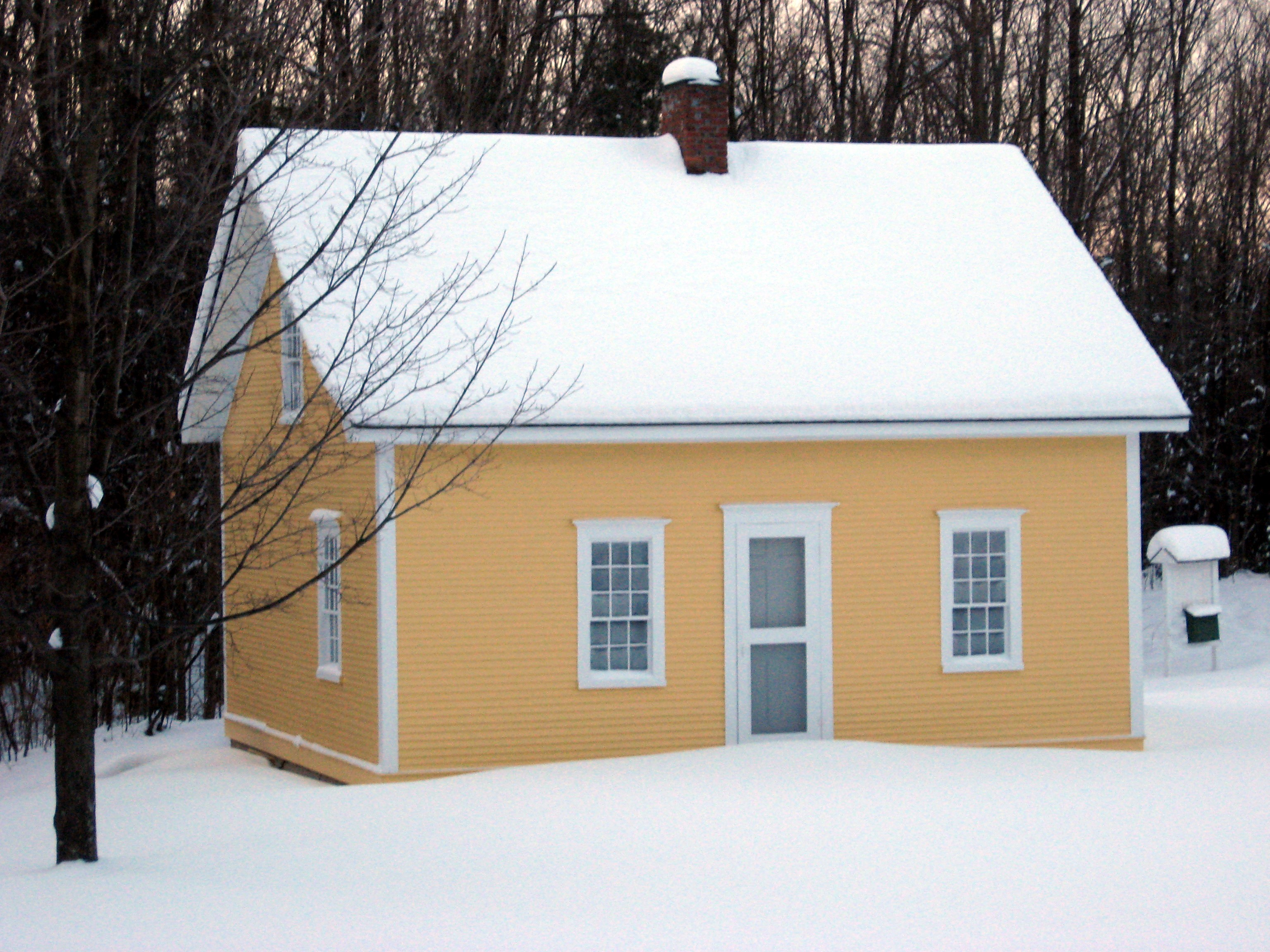
佛蒙特州费尔菲尔德的阿瑟出生地

切斯特·艾伦·阿瑟生于佛蒙特州富兰克林县费尔菲尔德:4:4。母亲玛尔维娜·斯通生于该县伯克希尔，是乔治·华盛顿·斯通与朱迪思·史蒂文斯之女，家人大多是英格兰和威尔士裔，爷爷乌利亚·斯通曾加入大陆军投身美國革命:4:4。
阿瑟之父威廉1796年在爱尔兰岛安特里姆郡卡利巴基德伦出生，是苏格兰－爱尔兰裔長老宗家族后代，父母分别叫艾伦·阿瑟和伊丽莎·麦克哈格:4。威廉在贝尔法斯特读大学，1819或1820年移民下加拿大。他在魁北克省邓纳姆靠近佛蒙特州边境某学校教书时结识玛尔维娜·斯通:294，两人很快就于1821年4月12日在当地成婚:4:4。
威廉在学校间跳槽，两人生下长女里贾娜后迁居佛蒙特州:294，不久又从伯灵顿先后搬到同县的杰里科与拉莫伊尔县沃特维尔。威廉一度学习法律，但不久便在定居沃特维尔期间放弃，同时退出长老会加入自由意志浸礼会，此后一直是该教派牧师直到谢世。:4:4他积极主张废除奴隶制，引起部分教众反感，一家人经常搬家:7:6。
1828年，阿瑟一家搬到费尔菲尔德，切斯特·艾伦·阿瑟一年后出生，在家中九个孩子排第五:5, 25, 28, 29:5。“切斯特”取自为他接生的医生和家族友人切斯特·阿贝尔，艾伦是爷爷的名字:436。全家在费尔菲尔德住到1832年，再因威廉职业需要辗转佛蒙特州和纽约上州多地教会，后定居纽约州斯克内克塔迪地区:7–8。
阿瑟绝大多数兄弟姐妹活到成年，仅1836年出生的八弟乔治1838年夭折，另外七人分别是:295：
- 大姐里贾娜（1822至1910年）嫁给纽约州科霍斯杂货商、银行家、社区领袖、村镇议员与理事威廉·考[13]；
- 二姐简（1824至1842）[6]；
- 三姐阿尔梅达（1825至1899年）的丈夫詹姆斯·马斯滕是科霍斯邮政局长，还出版《科霍斯瀑布报》[14]；
- 四姐安（1828至1915年）以教育安身立命，在纽约教书，南北战争前后在南卡罗来纳州工作[15]；
- 六妹玛尔维娜（1832至1920年），妹夫亨利·海恩斯沃思是美利堅聯盟國政府官员、奥尔巴尼商人，阿瑟任总统期间当上美国陆军上尉、助理军需官[9]；
- 七弟威廉（1834至1915年）从医学院毕业后当上职业军官、军饷出纳，投身南北战争期间负伤。1898年以少校常任军衔并加衔中校退役[16]；
- 幺妹玛丽（1841至1917年）嫁给奥尔巴尼商人、保险业高管约翰·麦克罗伊，阿瑟任总统期间担任白宫正式女主人[17]。

频繁搬家多年后招来阿瑟不是美国本土出生公民的指控。1880年他获共和党副总统候选人提名，纽约律师兼政敌阿瑟·亨曼宣称阿瑟可能生于爱尔兰，来美国时已14岁。如果确是如此，阿瑟就不符合《美国宪法》本国出生公民条款，无资格参选总统或副总统。:53–54上述说法没激起什么浪花，亨曼又散播传言指称阿瑟生于加拿大，效果与之前半斤八两: 202–203:292–293。

### 教育
阿瑟的童年辗转纽约州众多小镇，如利文斯顿县约克、怀俄明县佩里、华盛顿县格林威治、特洛伊兰辛堡、斯克内克塔迪、伦斯勒县胡西克。很早就有老师称赞小阿瑟“坦率、开朗、为人和蔼”:7。求学期间他首度形成政治倾向支持辉格党，与许多辉格党青少年一起支持亨利·克莱，1844年总统大选期间还曾与支持詹姆斯·诺克斯·波尔克的学生斗欧:7–8。阿瑟支持美国成立的爱尔兰共和组织费尼安兄弟会，为此身穿绿色外套:9。他在联合村（今华盛顿县格林威治村）中学和斯克内克塔迪的文法学校念完大学预科，1845年进入斯克内克塔迪联合学院学习传统古典课程:7–8。寒假期间阿瑟在伦斯勒县施蒂科克任教:9，大四时当上辩论社主席并入选全美大学优等生荣誉协会:9。

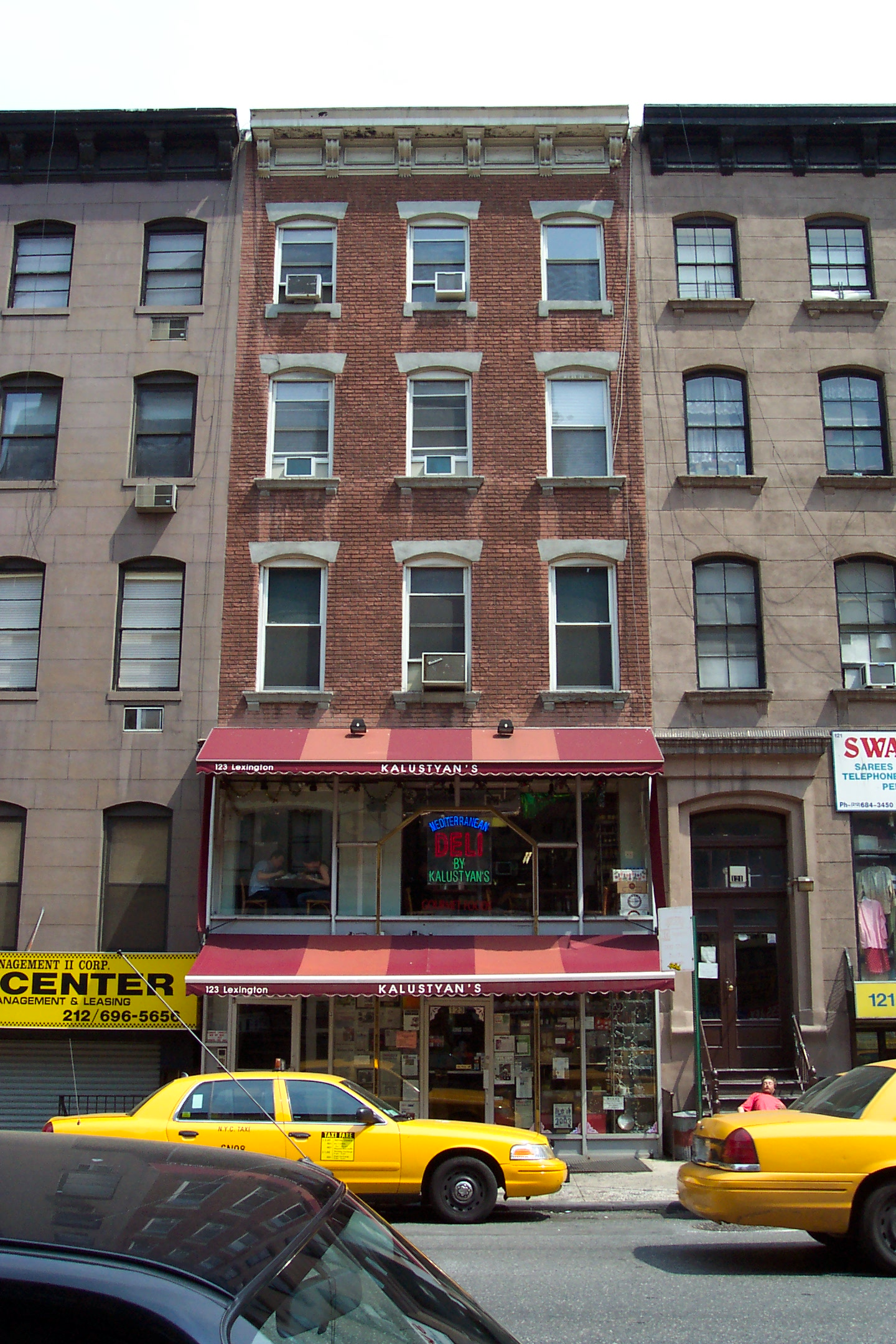
阿瑟成年后大部分时间住在曼哈頓，上图是他的故居

阿瑟1848年毕业后到施蒂科克全职任教，很快开始学法律:10。求学同时他一边教书，在佛蒙特州本宁顿县鲍纳尔某学府工作并搬到附近:10。颇为巧合的是，未来美国总统詹姆斯·艾布拉姆·加菲尔德三年后到该校教书法，但两人没有相遇:11。1852年阿瑟再度迁居科霍斯，在六妹玛尔维娜教书的学校当上校长:11。在纽约州鲍尔斯顿斯帕州与民族法学院深造并存够搬家的钱后，阿瑟又于1853年搬到纽约，在主张废除奴隶制的律师兼家族友人伊拉斯塔斯·卡尔弗手下实习:12。阿瑟1854年通过律师资格考试后加入卡尔弗的事务所，公司后更名卡尔弗、帕克、阿瑟律师事务所:14。

## 早期事业

### 纽约律师

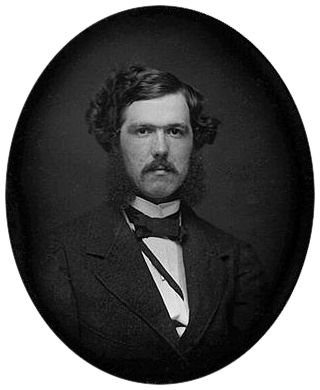
青年律师阿瑟

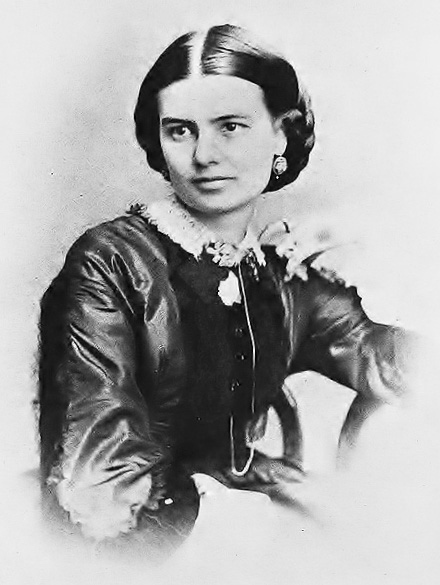
阿瑟1859年迎娶埃伦·赫恩登

阿瑟加入律师事务所时，卡尔弗正与纽约律师约翰·杰伊（爷爷是同名开国元勋）要求法院对经过该州的弗吉尼亚州奴隶主乔纳森·莱蒙手下八名奴隶下达人身保護令:14–15。卡尔弗在“莱曼诉纽约州案”辩论时宣称，纽约州法律不允许奴隶制，故踏上该州土地的奴隶自动赢得自由:14–15。法院认可上述主张，经过数轮上诉，纽约上诉法院维持判决:14–15。多年后的竞选写手宣称阿瑟对本案结果可占首功，但他除积极参与外对案件影响很小:161854年非裔公民伊丽莎白·詹宁斯·格雷厄姆因肤色不能在公交车落座，阿瑟是民权案中格雷厄姆的首席律师:16。法院判格雷厄姆胜诉，纽约有轨电车开始废除种族隔离:16。
阿瑟1856年与弗吉尼亚海军军官威廉·刘易斯·赫恩登之女埃伦交往:19–20，两人很快订婚:14。同年他与朋友亨利·加德纳合伙，一起到堪萨斯州考虑买地开办律师事务所:16。该州支持与反对奴隶制的势力爆发残酷斗争，阿瑟坚决主张废除奴隶制:17–18。坎坷的边疆生活与纽约上流社会习气格格不入，两名青年律师在三或四个月后返回纽约，阿瑟得知准岳父随中美洲号汽船葬身大海后赶去安慰未婚妻:17–18。1859年，阿瑟与埃伦在曼哈顿各各他堂结婚:21，两人育有三个孩子：
- 长子威廉·刘易斯·阿瑟（1860年12月10日至1863年7月7日），因驚厥夭折；
- 二子切斯特·艾伦·阿瑟二世（1864年7月25日至1937年7月18日），娶迈拉·汤森并育有独子加文·阿瑟，离婚后再娶罗韦娜·格雷夫斯；
- 幺女艾伦·汉斯布鲁·赫恩登·“内尔”·阿瑟·平克顿（1871年11月21日至1915年9月6日），嫁查尔斯·平克顿。

阿瑟结婚后致力经营律师事务所并抽时间参与共和党政治，他还当上纽约州民兵第二旅军法处长:18–19。

### 内战
1861年，阿瑟获命出任埃德温·摩根州长军事参谋，担当总工程师:18–19。职位本来无关紧要，只是党派任命，但1861年4月内战爆发改变局面，纽约等北方州组建并装备的军队规模创下历史新高，阿瑟官拜准将并划入民兵军需处:20–21:22–23。他及时为涌入纽约的部队提供住宿和装备，因此在1862年3月晋升州民兵监察长，同年七月当上军需主任:24–25。战争初期纽约第九志愿步兵团推举他以上校军衔担任团长，本将奔赴前线，但阿瑟应州长摩根要求婉拒并留在纽约:25。他还有望统领四个纽约团组成的大都会旅，但同样应摩根之请谢绝:25。欧文·麦克道尔少将率纽约州官兵经半岛会战攻占弗吉尼亚州弗雷德里克斯堡不久，阿瑟于1862年5月南下视察部队，这也是他距前线最近的一次。同年夏季，他与其他北方州长代表在纽约同国务卿威廉·H·苏厄德会晤，协调招兵买马，此后几个月致力达到纽约州12万人配额。:26–27:28–29阿瑟的工作表现赢得赞誉，但职位属政治任命，1863年1月民主党州长霍拉肖·西摩上台后便解除他在州民兵的职务:30。1864年鲁本·芬顿当选州长，阿瑟要求复职，但两人分属共和党不同派系，芬顿已承诺任命他人，阿瑟未能如愿:33。
阿瑟回归法律职业，阿瑟与加德纳律师事务所凭借他随军积累的人脉蒸蒸日上:30–31:33–34。事业进步之际，阿瑟和夫人经历重大打击，年仅两岁的独子威廉夭折:29–30:34–35。两人悲痛欲绝，1864年次子小切斯特·艾伦出生后关怀备至:35。1871年幺女埃伦出世，与二哥均长大成人:84。
与阿瑟关系很好的前州长摩根当上联邦参议员，阿瑟的政治前景和律师事业随之改善:37共和党政治家托马斯·墨菲是同联邦军做生意的帽商，朋友威廉·特威德是民主组织坦慕尼协会首脑，墨菲聘请阿瑟在首都代理法律事务。两人在纽约州共和党密切合作，后来都在瑟洛·威德为首的保守派系崛起。:371864年总统大选期间，阿瑟与墨菲向纽约州共和党人筹资，两人均出席1865年亚伯拉罕·林肯第二次就职典礼:38。

## 纽约政坛

### 康克林势力

阿瑟在纽约海关大楼办公七年（原华尔街55号商人交易大楼）

内战结束，阿瑟所在以摩根为首的共和党政治势力迎来新机遇。摩根偏向纽约州共和党保守派系，同党羽威德、安德鲁·约翰逊上台后继续担任国务卿的苏厄德，由提卡共和党新星、能言善辩的联邦众议员罗斯科·康克林志趣相投。:17身为政党机器一分子，阿瑟极少阐述个人政治观点，这在当时很普遍，忠于党派势力、辛勤工作比实际立场更重要:37:39。
美国海关大楼此时主要由关税员、财政部驻海关人员、验船师等政治任命官员负责，阿瑟1866年争取纽约海关大楼财政部驻海关人员职务未果，该职位利润丰厚，级别仅次于关税员。加德纳此时已经过世，阿瑟独立经营律师事务所并参与政治，1867年加入颇富盛名的世纪俱乐部。:40–41同年当选联邦参议员的康克林认为阿瑟值得培养，推动后者在党内崛起并于1868年当上纽约共和党执行委员会主席:42–45。地位攀升的阿瑟非常繁忙，夫人对他老是迎来送往、疏于家庭不满:71–73。
摩根主要关注全国政坛，还当上共和黨全國委員會主席，康克林1868年已接管纽约州共和党保守派系，手中势力坚定支持尤利西斯·格兰特竞选总统，阿瑟为将军1868年竞选筹资:48。纽约民主党势力人称坦慕尼协会，支持格兰特的对手、前纽约州长霍拉肖·西摩，格兰特在全国范围选票占优，西摩以微弱优势拿下纽约州:48。阿瑟开始淡出法律界，加大政治精力投入，1869年共和党控制纽约州议会后任命他到纽约税务委员会当顾问，年薪一万美元并持续工作至1870年:42:49–50。坦尼慕协会的威廉·特威德率民主党重夺州议会多数议席，足以自行任命人选，阿瑟主动辞职:42。格兰特1871年表示愿任命阿瑟取代阿尔弗雷德·普莱森顿出任国税局长，但阿瑟没有接受。
1870年，格兰特把纽约州联邦官职分配权交给康克林，其中就包括纽约港海关大楼。总统在泽西海岸避暑时与同样喜欢马的墨菲关系友好，同年七月任命他担任关税员:44–45:51–53。墨菲以发战争财名声不佳而且与坦慕尼协会关系匪浅，众多共和党同胞难以认同，但参议院最后在康克林影响下确认提名:44–45:51–53。纽约港是美国最繁忙的港口，关税员负责收取关税，有权聘请成百上千的工作人员。这些职位通常会分给政治势力的拥护者，上岗后往往还要向势力提供政治献金（相当于回扣），故关税员堪称梦寐以求的政治肥差。:61–67墨菲上台后把忠于共和党联邦参议员芬顿派系的工作人员解雇，康克林派系取而代之，导致反感墨菲的人更多。主张他下台的呼声与日俱增，格兰特不得不在1871年12月要求墨菲辞职。:57–58约翰·奥古斯都·格里斯沃尔德与威廉·奥顿谢绝总统邀请而且均推荐阿瑟继任，格兰特从善如流。《纽约时报》发文称：“他（指阿瑟）的名字很少浮上都市生活表面，就像地下的强大暗流。过去十年他在塑造本州共和党路线方面的工作堪称全国第一人。”:46–47:60
阿瑟在参议院确认提名后上任，手下掌控近千个联邦职位，拿到的补偿款与任何联邦官员相比也不遑多让:61–67。他的起步年薪只有6500美元，但高级海关雇员可获“一半制”产生的额外补偿，即扣押货物或对企图逃税的进口商罚款时可按数额提成:59, 63, 85–86。他的实际年收入超五万美元，比总统还高，享受时尚服装和奢华生活完全不在话下:59, 63, 85–86。阿瑟在经常与海关打交道的人眼里比其他关税员更好相处:68，与下属关系融洽，而且墨菲已经安排康克林党羽任职，阿瑟基本上不用炒谁鱿鱼:69–70。他及时从雇员手中收取政治献金，职务出缺就安排党派领袖友人接手，在共和党内风生水起:71–73。阿瑟的声誉好过墨菲，但改革派认为党人任用制和“一半”制属腐败行径:61–67。党内兴起改革浪潮，阿瑟1872年把雇员拿出的献金改称“自愿捐款”，但换汤不换药，党派控制政府官职的好处源源不断:76–77。有志改革的共和党人组建自由共和党，但他们的反对票还不足以阻止格兰特连任:78–79。公务员制度改革运动继续削弱康克林一党势力，1874年海关大楼雇员企图不当挪用进口公司缴纳的罚款被抓，国会随即废除“一半制”，阿瑟等工作人员只能拿常规薪资:49:79–84。他的年收入锐减至1.2万美元，仍超过名义上司财政部长:49:79–84。

### 与海斯交恶

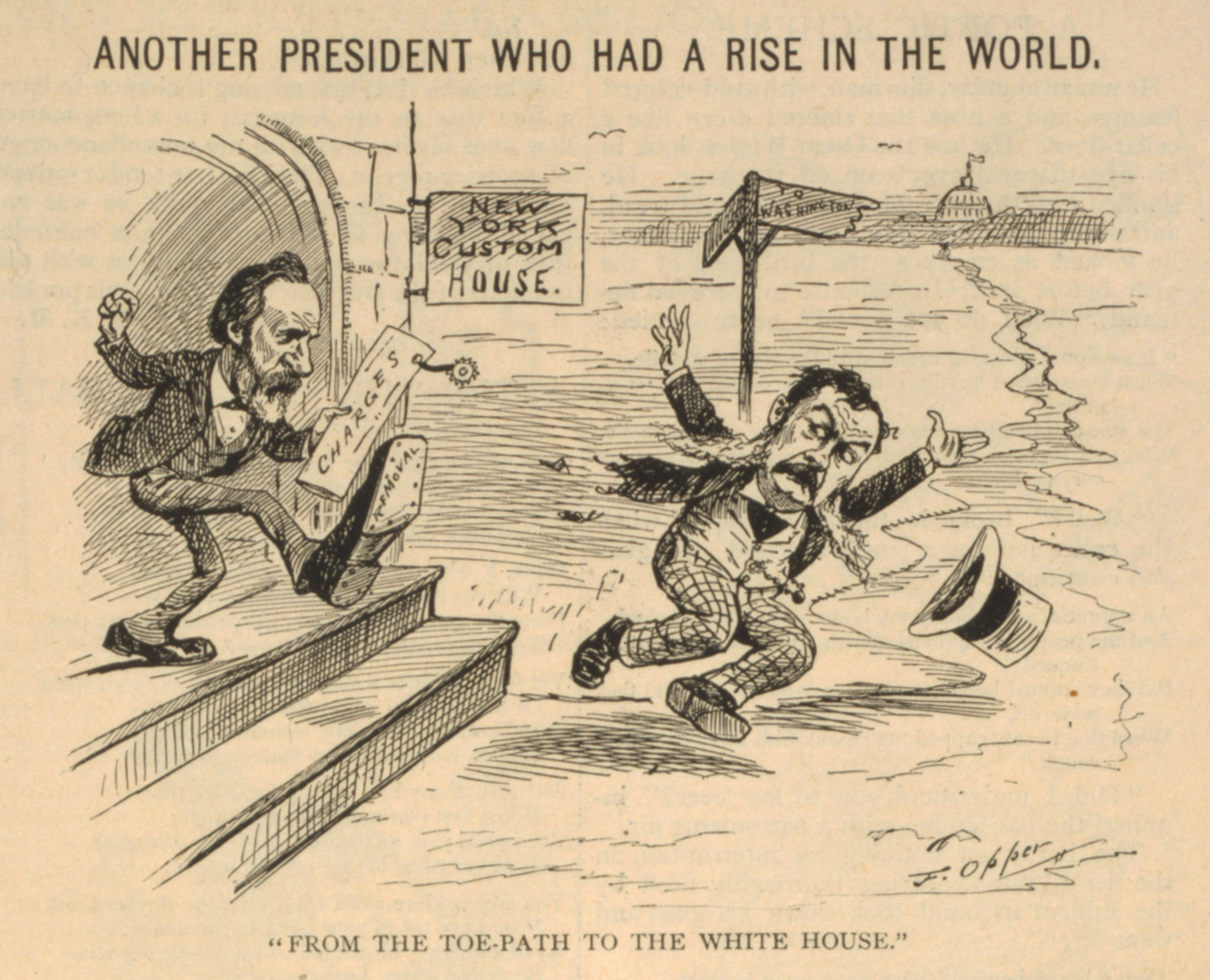
拉瑟福德·伯查德·海斯总统将阿瑟踢出纽约海关大楼的漫画

阿瑟的四年关税员任期到1875年12月10日截止，康克林此时权势已在首都政坛名列前茅，将门生交给格兰特总统重新任命:87–89。1876年他考虑入主白宫，但1876年共和党全国大会选中的改革派旗手拉瑟福德·伯查德·海斯争得党派先机:95–96:26–27。阿瑟与党派势力以一贯热忱筹集竞选经费，但康克林除为数不多的演讲外基本不主动竞选:100–105。海斯的对手、纽约州长塞缪尔·蒂尔顿拿下纽约州并在全国范围普选票占优，但选举舞弊引发的争议持续数月，最后国会两院与最高法院组成的选举委员会在3月2日（距新总统宣誓就职仅剩两天）以八比七裁定南卡罗来纳、佛罗里达、路易斯安那、俄勒冈四州选举人票均归海斯，后者以一张选举人票之差当选总统:106–107。
海斯以承诺改革党人任用制上台，1877年便与财政部长约翰·舍曼把康克林势力当成主要目标:100–105，舍曼下令约翰·杰伊带队调查纽约海关:318–319。杰伊二十年前曾与阿瑟在“莱曼诉纽约州案”合作，他的报告认为海关因政治任命严重超员，可裁掉两成:68–69:118–119:322–325。舍曼对改革不像总统和杰伊那般积极，批准委员会报告团后命令阿瑟裁员:119–120。阿瑟任命海关人员组建委员会决定裁减哪些人员，并在书面抗议后落实:121–122。杰伊委员会对结果仍不满意，再发报告批评阿瑟等海关人员，随后又以报告呼吁全面重组:121–122。
海斯发布行政命令禁止形同回扣的政治献金，禁止联邦官员“参与政治组织、党团会议、党派大会、竞选活动管理”，对党人任用制形成致命一击:121:322–325。阿瑟与财政部驻海关人员阿隆佐·康奈尔、验船师乔治·夏普拒绝服从总统命令，谢尔曼劝阿瑟辞职换取海斯任命他出任巴黎领事，阿瑟没有接受:121–123。1877年9月，总统要求三人辞职，阿瑟等人拒绝配合:123。海斯于是向参议院提名老西奧多·羅斯福、布拉德福德·普林斯、埃德温·梅里特继任，三人均支持康克林的政敌威廉·M·埃瓦茨:125–126:352。康克林为首的参议院商务委员会一致否决所有人选，参议院全体以25票赞成、31票反对否决罗斯福和普林斯，仅看在夏普任期已满的份儿上确认梅里特:126–131:353–355。
1878年，海斯借国会休会之机利用休会任命权安排梅里特和西拉斯·伯特取代阿瑟与康奈尔:136–137:370–371。出于留点儿面子考虑，总统再度邀请阿瑟出任巴黎总领事，阿瑟也正如海斯所料再度回绝:354。1879年2月参议院复会后康克森反对确认梅里特与伯特，但表决结果是31票赞成、25票反对批准梅里特，31票赞成、19票反对批准伯特，海斯赢得公务员制度改革领域最重大的胜利:138–148:382–384。无官一身轻的阿瑟致力推动爱德华·库珀当选下任紐約市市長:85，1879年9月当上纽约州共和党执行委员会主席直到1881年10月。1879年纽约州选举期间，阿瑟与康克林致力确保共和党提名的州政府官员均属康克林派系，此时人称“中坚派”；他们在大部分职位达成目标，但优势幅度很小，康奈尔以234票赞成、216票反对提名州长:153–155。阿瑟与康克林又极力为中坚派候选人竞选，民主党选票因派系斗争摊薄，一定程度上促使共和党胜出:96–99:153–155。阿瑟与康克林势力谴责总统及党内敌对派系，但没几天阿瑟就因夫人突然去世中断行程，听到消息时他还在奥尔巴尼组织来年政治议程:158–159:38–39。他悲痛欲绝的同时或许还感到内疚，此后没再续弦:98–99:38–39。

## 1880年大选

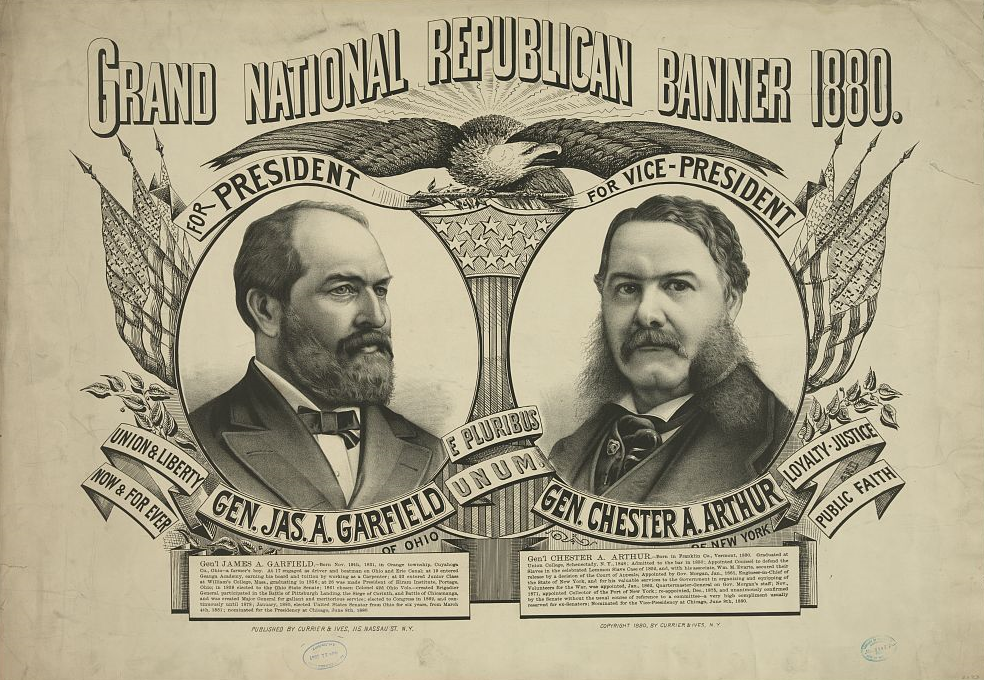
加菲尔德－阿瑟竞选海报

以康克林为首的阿瑟等中坚派希望利用1879年州选举胜利余威再接再励，提名老牌盟友、前总统格兰特史无前例地第三次入主白宫。他们的党内敌对派系人称混血派，以更乐于接受公务员体制改革的缅因州联邦参议员詹姆斯·G·布莱恩为首。:160–165两人均无法取得过半代表支持，36轮投票都没有结果，大会于是另寻黑马，最终不属两大派系的俄亥俄州联邦众议员、南北战争将领詹姆斯·艾布拉姆·加菲尔德成为共和党新旗手:107–108:177–178:39–40。
加菲尔德与支持者深知，没有纽约州中坚派支持，大选将举步维艰，决定从中挑选副总统候选人:178:41。加菲尔德的支持者首先选中列维·P·莫顿，后者按康克林建议拒绝:107–108。下一个是阿瑟，康克林认为共和党会输掉大选，同样建议拒绝:179–181，但阿瑟看法相反并接受提名。据新闻工作者威廉·哈德逊记载的目击者表述，亚瑟在同康克林争论时表示：“副总统职位已是超出我梦想的荣誉”:179–181，康克林最后让步并为共和党候选人摇旗呐喊:190–194。
选举正如各界预期的那样竞争激烈。民主党候选人温菲尔德·斯科特·汉考克将军颇具人气并力图避免对当时大部分议题明确表态，以免得罪任何关键选区:292–305。加菲尔德与阿瑟起初遵循南北战争以来共和党一贯的“血衣煽动”竞选战略，宣称民主党上台会推翻内战结果，奖励分裂分子:194–196:294–295。

1880年大选结果，红色代表共和党胜出，蓝色为民主党占优，数字是该州选举人票数

战争已过去15年，两党候选人都曾是联邦军将领，“血衣煽动”成效不及以往:194–196:294–295。共和党调整策略，强调民主党会降低关税以便从欧洲进口廉价商品，成千上万的北方选民可能工作不保。纽约与印第安那等摇摆州有大量制造业雇员，事实证明关税问题正说到他们心坎儿里。:196–197:297–302汉考克对此没有主动反击，而是站在中立角度表示“关税属地方议题”，显得对如此重要的问题缺乏主见，形势雪上加霜:196:301。根据当时的政治惯例，高级官职候选人不直接竞选，但身为纽约州共和党主席的阿瑟以一贯形式投身其中：监督州内竞选事务并筹集资金:198–202。资金对这场势均力敌的选举至关重要，拿下故乡纽约州更是重中之重:203–204。1880年大选以高达78.4%的合格选民投票率创下历史新高并保持至今，共和党以两万票优势赢得纽约州，全国范围的普选票优势仅7018票:203–204。选举人票差距比较显著，加菲尔德与阿瑟以214票当选，汉考克与民主党副总统候选人威廉·海登·英格利希155票:203–204。

## 美国副总统（1881年）

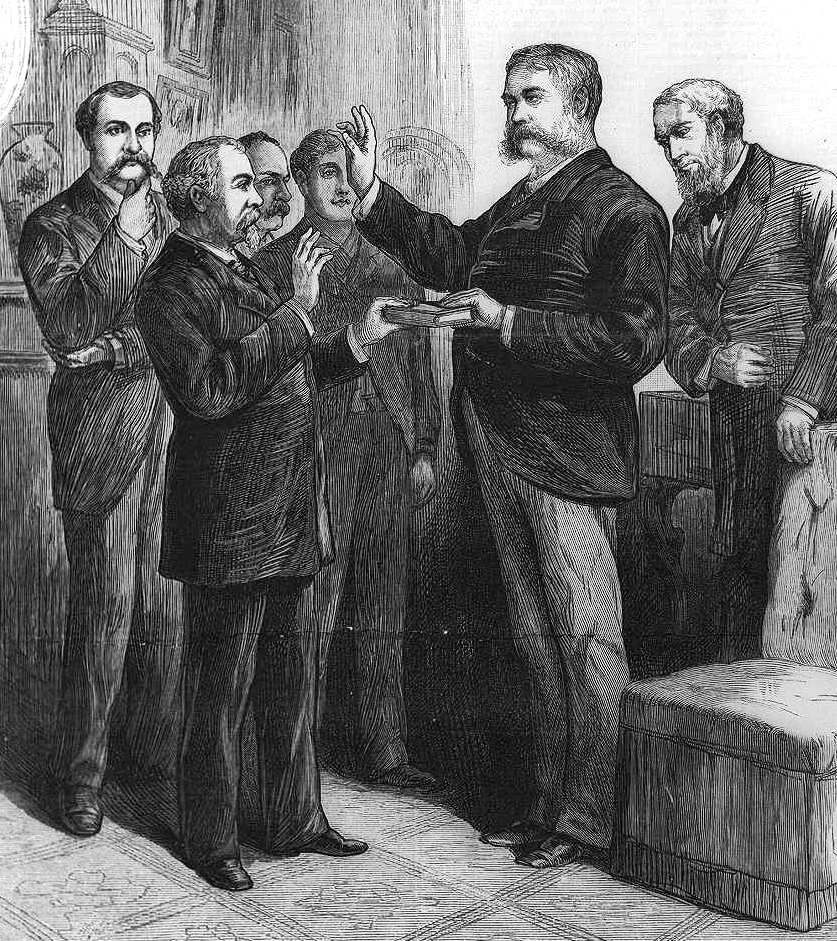
阿瑟1881年9月20日在纽约的家中宣誓就职，约翰·布雷迪法官主持仪式

阿瑟劝新总统任命纽约州中坚派出任财政部长等职务，但徒劳无功，加菲尔德任命康克林的死敌布莱恩任国务卿，对中坚派更是当头一棒:205–207。两人虽是竞选搭档，但关系一直疏远，总统任命联邦官员时拒不考虑中坚派。就职典礼一个月前，阿瑟在现场有记者的演说中表示共和党是靠非法阴谋赢得搖擺州印第安那，导致他在新政府地位急降。:213–216:52–53加菲尔德最终任命中坚派托马斯·勒缪尔·詹姆斯担任邮政署长，但内阁职位之争和阿瑟考虑不周的讲话仍导致总统与副总统1881年3月4日就职时明显关系很僵:216–219:54–56。
第47届美国国会参议院民主、共和两党各占37席，无党派议员大卫·戴维斯与民主党决策委员会一个鼻孔出气，重整党一席（威廉·马洪），另有四席空缺。民主党知道共和党很快就会补上出缺席位，打算先下手支配参议院。阿瑟身为副总统，只能在马洪愿意支持共和党立场、双方势均力敌时投关键票为党派破局。:220–223但康克林反对加菲尔德提名的部分人选，参议院僵持两个月之久:223–230。1881年5月休会前，康克林与纽约州另一位联邦参议员托马斯·普拉特辞职抗议总统持续打压中坚派，令局势更形复杂:230–233。
参议院休会后，无所事事的阿瑟返回纽约，再与康克林一起前往奥尔巴尼，后者希望州议会马上推举他重返联邦参议院，给予加菲尔德政府迎头棒击。州议会共和党占优，但山头林立迟迟无法达成共识，议会内部的激烈竞选接踵而至。事实证明康克林与普拉特大为失算，两人席位分别由埃尔布里奇·拉帕姆和华纳·米勒接手。:147–149:233–237
阿瑟7月2日在奥尔巴尼得知加菲尔德遇刺:147–149:233–237，凶手查尔斯·J·吉特奥精神有问题，认定刺杀加菲尔德后副总统继任，他就能升官发财。开枪打中总统后他当场高呼：“我是中坚派，阿瑟会当总统！”:237:59医生认定吉特奥有心理疾病，他自称中坚派并支持阿瑟，但两人几乎毫无关联:238–241:53–54。法庭判处死刑后，吉特奥又在距行刑还有29天时写完未发表的长诗，声称阿瑟知道刺杀加菲尔德将挽救“我们的土地”于水火，还认为阿瑟会赦免他的行径。
总统继任法律指引不足，加菲尔德伤情恶化之际，谁都不知道总统权力应由何人行使:152–154:241–243。康克林辞职后参议院已经休会，尚未选出继任顺序在副总统之后的临时议长:152–154:241–243。阿瑟不想在加菲尔德去世前代理总统职权，白宫出现两个月权力真空，总统病情无法行使职权之际阿瑟仍不愿接手。整个夏季他都拒绝前往首都，直到9月19日在曼哈顿莱辛顿大道的家里得知总统去世。:244–248:61–639月20日凌晨2点15分，纽约最高法院约翰·布雷迪法官在阿瑟家中主持总统宣誓就职仪式，阿瑟当天乘火车赶往长滩向遗体告别并给加菲尔德夫人留下慰问卡，随后返回纽约。9月21日他再度赶到长滩参加前总统葬礼，搭送葬火车前往哥伦比亚特区。为确保总统继任程序不出问题，他在离开纽约前向白宫寄出总统公告，要求参议院召开特别会议。此举确保参议院有权马上开会选出临时议长，如果阿瑟在任内去世就由临时议长继任。抵达首都后他销毁公告信，正式要求召开特别会议。:247–248

## 美国总统（1881至1885年）

### 上台
阿瑟9月21日赶到华盛顿哥伦比亚特区，次日经首席大法官莫里森·韦特主持再度宣誓就职，避免外界质疑布雷迪身为州法官是否能主持联邦官员宣誓就职仪式，确保程序合规:248:53–54。他下令修整白宫，请路易斯·康福特·蒂芙尼加装14.24米的玻璃幕墙，完工前在联邦参议员约翰·琼斯家中借宿:252–253, 268–269。

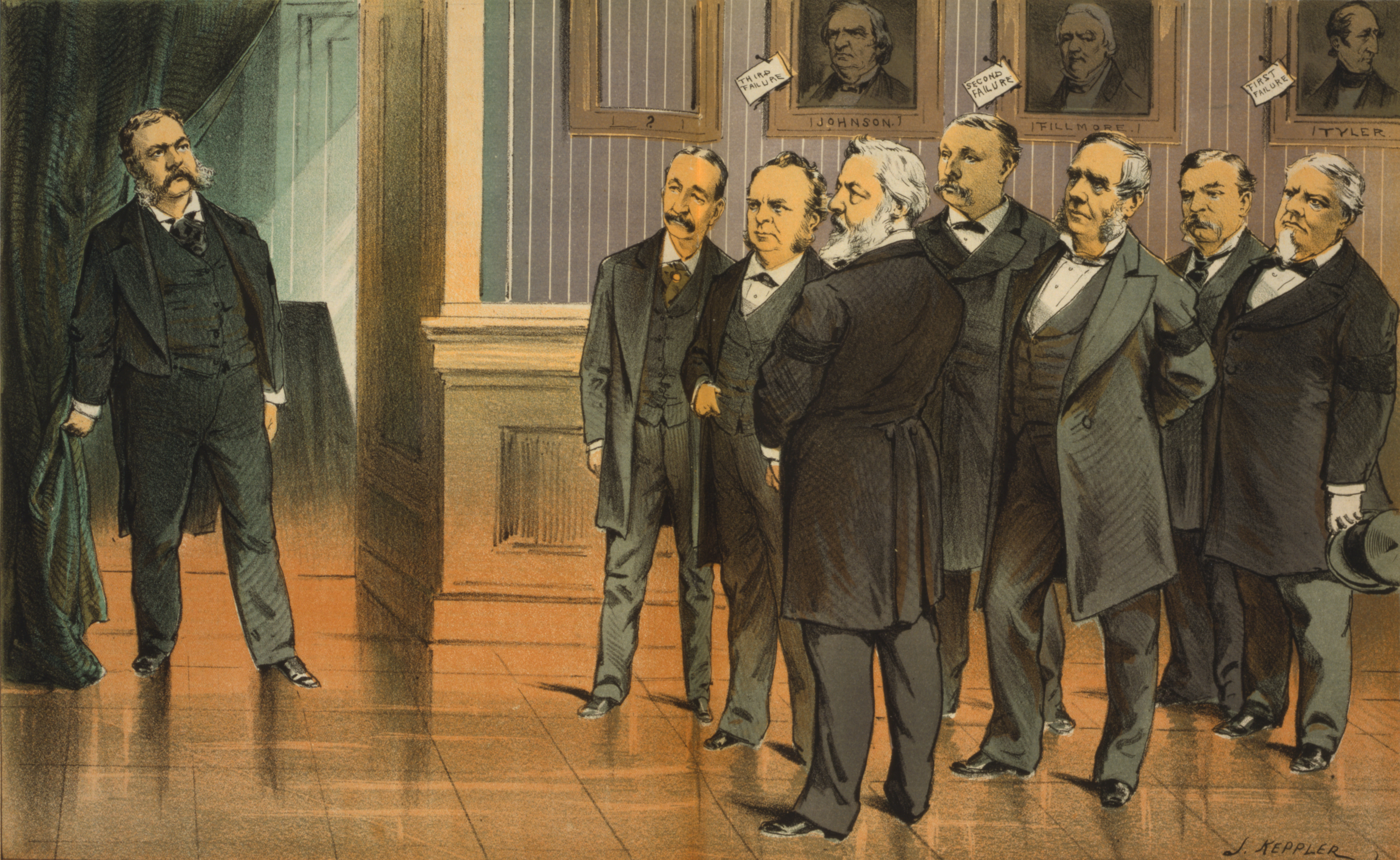
1881年《帕克》杂志漫画《我们对他有何期望》，加菲尔德总统遇刺后阿瑟（左）看向内阁官员，墙上从左至右分别是安德鲁·约翰逊、米勒德·菲尔莫尔、约翰·泰勒肖像，均是总统在任上去世后继任的副总统

阿瑟夫人去世多年，幺妹玛丽充当白宫女主人:252–253, 268–269，阿瑟成为首都头号钻石王老五，社交生活沦为香艳江湖流言核心，但他一直缅怀亡妻:275–276。儿子小切斯特此时是普林斯顿大学新生，幺女内尔与家庭教师在纽约住到1882年才来白宫，阿瑟尽力避免媒体侵扰女儿的生活:275–276。
加菲尔德大部分内阁是共和党敌对派系代表，很快就与阿瑟格格不入。他要求内阁官员继续工作到12月国会开幕，但财政部长威廉·温德姆十月就递交辞呈并在故乡明尼苏达州竞选联邦参议员，阿瑟任命纽约州中坚派同胞、好友查尔斯·J·福尔杰继任。:160:254司法部长韦恩·麦克维认定阿瑟内阁容不下他这样的改革派，1881年12月谢绝总统亲自挽留辞职，阿瑟请倾向改革的中坚派费城律师本杰明·布鲁斯特接手:161:254–255中坚派死敌布莱恩在国务卿位置干到国会开幕时马上离职。康克林希望总统请他接手布莱恩的位置，但阿瑟接受前总统格兰特建议选中新泽西州中坚派共和党人弗雷德里克·西奥多·弗里林海森。:160–161:255–257弗里林海森建议总统不要再任命中坚派继任，但1882年1月邮政署长詹姆斯辞职，阿瑟挑选的蒂莫西·豪是威斯康星州中坚派。接下来是1882年4月辞职的海军部长威廉·亨特，阿瑟为求平衡听从布莱恩建议任命“混血派”威廉·钱德勒接手。最后在同月辞职的是内政部长塞缪尔·柯克伍德，总统提名科罗拉多州中坚派亨利·特勒。加菲尔德内阁只剩战争部长羅伯特·托德·林肯在阿瑟任内没有辞职。:162–163:257–258

### 公务员体制改革

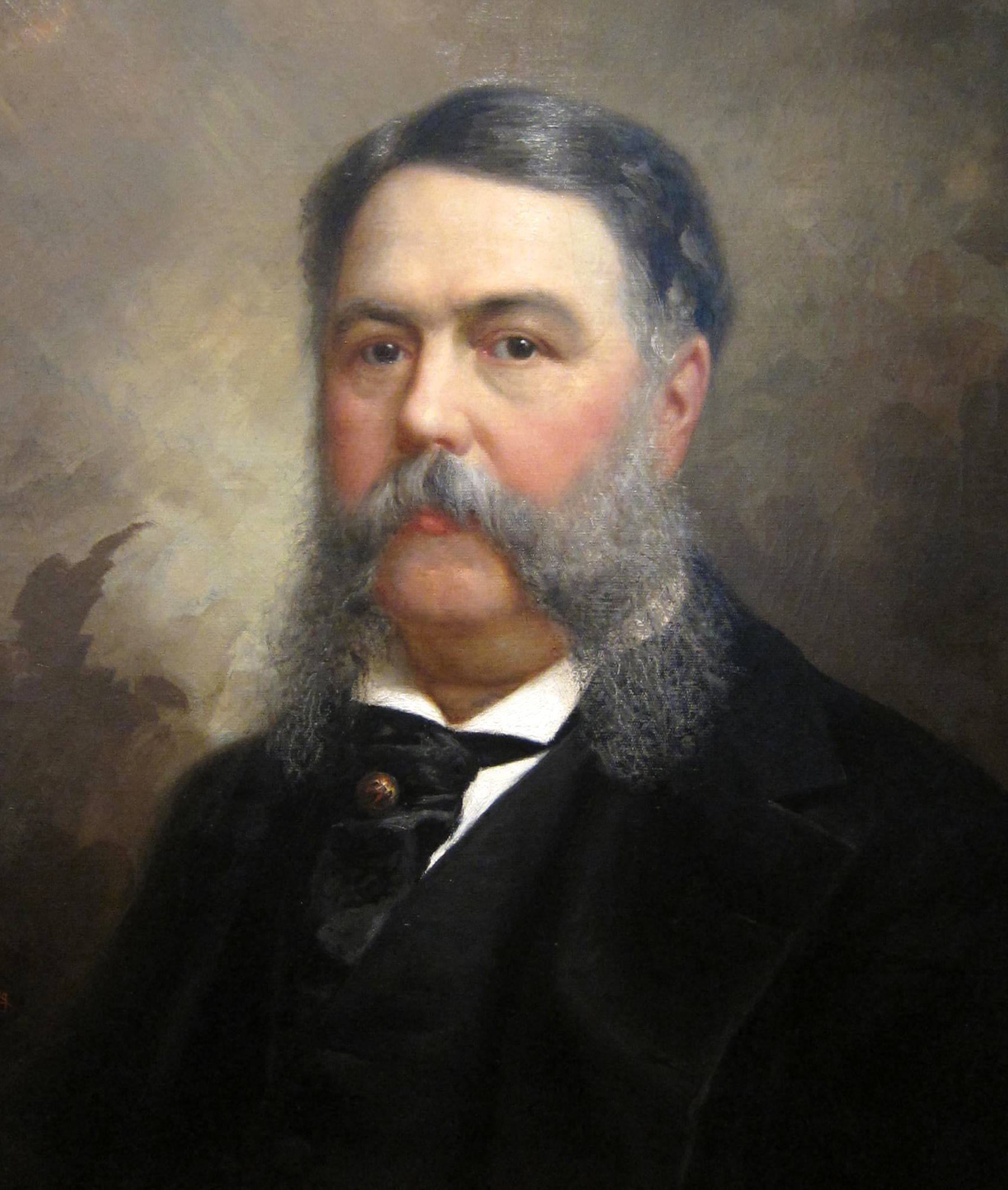
奥尔·彼得·汉森·鲍尔林1881年创作的阿瑟画像

19世纪70年代星道丑闻曝光，据称第二助理邮政署长托马斯·布雷迪、阿肯色州前联邦参议员斯蒂芬·华莱士·多尔西等政府高官纵容星道建设承包商收取远超应得的报酬，改革派担心过去支持政党分肥制的阿瑟会放任丑闻调查流于形式:297–298:93–95。但司法部长布鲁斯特继续麦克维启动的调查，聘请民主党大牌律师威廉·克尔和理查德·梅里克壮大检方声势，免落怀疑论者口实。阿瑟当总统前曾与多尔西密切合作，入主白宫后抛开往日情面支持调查，迫使涉事官员辞职。:182:299–3001882年涉案头目出庭受审，两人被判阴谋罪成立，其他人流审。陪审员宣称被告企图贿赂，法官撤销有罪判决下令重审。:185–189:301–302阿瑟在第二次审理开始前将五名认同被告的联邦官员撤职，其中一人曾任联邦参议员。1882年12月案件开庭并持续到1883年7月，但没有裁定罪名成立；政府形象因此受损，但至少阿瑟有效制止欺诈行径。:189–193:303–305
在任总统死于谋求官职者之手，此事强化公众改革公务员体制的决心。两大政党领导人深知把矛头转向分肥制就能吸引改革派选票，1882年两党已结成改革统一战线。俄亥俄州民主党联邦参议员乔治·彭德尔顿曾于1880年递交法案，要求根据考试成绩选拔公务员，改革力度与范围都远超富兰克林·皮尔斯总统30年前的类似提议。阿瑟1881年的首次国情咨文呼吁立法改革公务员体制，彭德尔顿重提法案但国会不通过。:320–324:96–97:52–53, 56:52–53, 56民主党以改革口号在1882年国会选举获胜，共和党损失多个议席:99–100:57–63，进入跛脚鸭议程的国会更能接受公务员体制改革，参议院以38票赞成，5票反对通过彭德尔顿法案，众议院很快以155票赞成、47票反对跟进，阿瑟1883年1月6日签署《彭德尔顿公务员改革法》:324:101–102。短短两年内，拒不配合海斯总统的中坚派顽固分子当上总统后摇身一变，成为人们期盼已久公务员体制改革的领头羊:324:101–102。

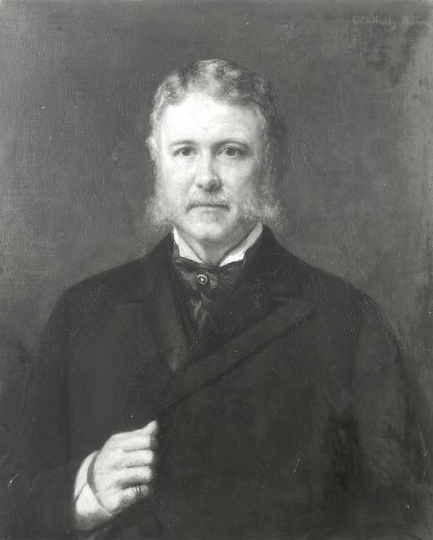
阿瑟1884年肖像，乔治·彼得·亚历山大·希利绘

新法起初只对一成联邦职位有效，没有总统适当推行可能再无寸进。阿瑟签字后，法案倡导者仍怀疑他是否真心推动改革。总统迅速依照新法组建公务员委员会，任命委员多尔曼·布里奇曼·伊顿、约翰·米尔顿·格雷戈里、勒罗伊·托曼都是改革派，大出怀疑人士意料。:325–327:102–104主考官西拉斯·伯特长期致力改革，与阿瑟在纽约海关共事时互为对手:209–210。委员会1883年5月公布首批规则，1884年邮局半数雇员和海关总局四分之三的职务是按成绩分配:209–210。阿瑟同年对新体制表示满意，称赞新制度既能确保公务员能力与忠诚，又能保护政府任命官员时免受人际压力，无需再花费大量精力核实候选人对竞争对手的各种说法。

### 财政盈余与关税
战时税收带来高额收入，联邦政府1866年起收入就超过支出，1882年盈余达1.45亿美元。为平衡预算，民主党要求降低关税，这样既能削减财政收入，又能降低进口商品成本；共和党认为高关税才能保证制造业和矿业高工资，倾向政府降低货物税，加大境内改进投入。:328–329:168阿瑟向党派看齐，1882年呼吁仅保留酒类货物税，简化复杂关税结构。同年五月，宾夕法尼亚州联邦众议员威廉·凯利递交设立关税委员会的法案，国会通过后阿瑟签字，但任命的委员大多主张高关税保护国内工业。共和党对委员会人员组成心满意足，但1882年委员会向国会递交报告出人意料地建议把关税平均下调两成到两成半。国会没有理睬报告，贸易保护立场主导的众议院筹款委员会建议只削减一成。:330–333:169–171与参议院会晤后出台的关税法各项关税平均降幅仅1.47个百分点，1883年3月3日（第47届国会最后一天）法案以微弱优势在两院通过，阿瑟签字批准，对财政盈余毫无助益:334–335。
国会想靠加大支出平衡预算，把1882年《河流与港口法》花销提至前所未有的1900万美元。阿瑟对境内改进没意见，但金额如此之高又只关注狭小的“特定地区”而非全国大范围受益，令他颇感踌躇。总统1882年8月1日否决法案并赢得公众普遍赞誉，:280–282:81否决意见说明的主要理由针对拨款目标，“既非国防或公众福祉，也不促进州际贸易”:281。国会次日推翻否决:280–282:81，新法将盈余减少1900万美元，共和党当时认为该法行之有效，但后来认定党派因此在1882年国会选举损失议席:196–197:281–282:90。

### 外交与移民

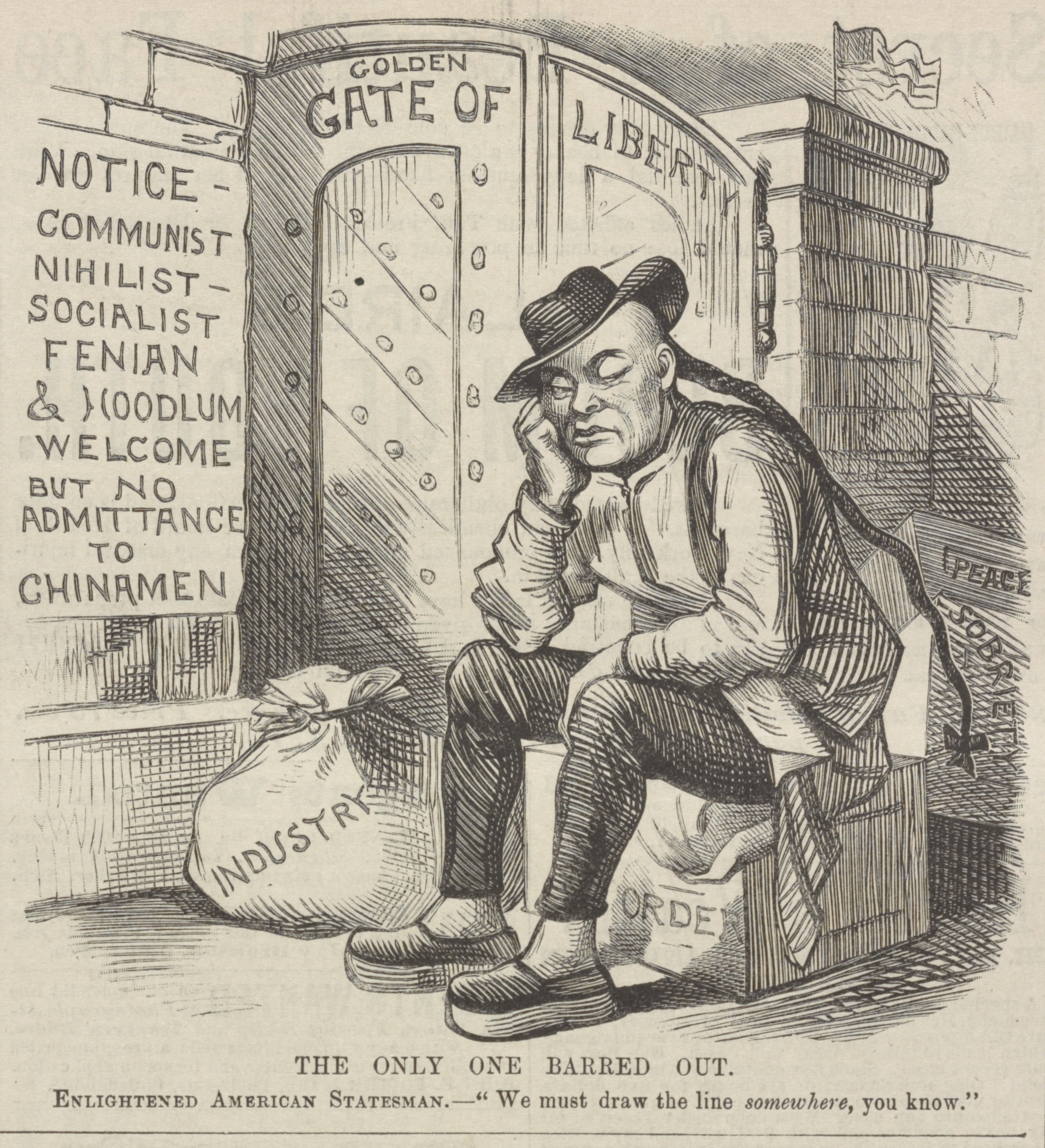
1882年批评排华法的政治漫画

前国务卿布莱恩在加菲尔德治下力图推进美国在拉丁美洲的外交事务，敦促签署互惠贸易协定并提议调解拉美各国争端。为加大美国对格兰德河以南事务的参与力度，甘冒大险的布莱恩提议1882年召开泛美会议讨论贸易，结束玻利維亞、智利、秘鲁之间的硝石战争。:284–289:55–57布莱恩没有在任内看到会议落实，1881年末弗里林海森继任国务卿，会议筹备戛然而止。为防美国卷入冲突，弗里林海森也没有继续推动结束战争。:289–293:129–132阿瑟与国务卿在布莱恩的基础上继续推动西半球各国间贸易，1882年与墨西哥签署的互惠关税削减条约1884获参议院批准，但落实条约所需立法在众议院受阻，导致条约形同虚设:398–399, 409:173–175。美国与聖多明哥、西班牙美洲殖民地的类似互惠贸易条约1885年2月被国会否决，与夏威夷王國的现有互惠条约也因没有续约失效:398–399, 407–410:175–178。
第47届国会用大量时间讨论移民问题，有时与阿瑟立场一致。1882年7月国会轻易通过法案管辖把移民运来美国的汽船，但阿瑟出乎国会意料地否决法案并要求修改，国会修订后他再签字批准。:168–169:81同年八月他还签署《1882年移民法》，对移民美国者征收半美元税，同时禁止精神疾患、智能障礙、犯罪分子或任何可能占用大量公共援助资源的人移民:169。
针对华人移民身份的争论更形激烈，参议院早在1868年1月就批准《中美天津条约续增条款》，准许华人不受限制地流入美国。1873年恐慌后经济恶化，人们认为华人移民拉低工人薪资，国会1879年企图通过排华法废除1868年条约，但海斯总统否决。:277–278:387–389三年后清政府同意修改条约，国会再度意图禁止华人劳工赴美。加利福尼亚州联邦参议员约翰·米勒递交排华法案要求未来20年禁止华人劳工入境。:278–279:81–84两院均以压倒优势通过该法，但阿瑟认为20年禁令违反1880年重新谈判修订的对华条约（新条约要求暂停移民入境的时间“合理”），故行使否决权。东部各州报纸赞扬总统否决法案，西部州份口诛笔伐。国会无法推翻否决，于是通过新法案把禁令时长减半。总统对华人劳工禁令不以为然，但接受折衷法案，《排华法》1882年5月6日经阿瑟签字生效。:278–279:81–84新法意图实施十年华人移民禁令，仅外交人员、教师、学生、商人、游客例外，但华人规避该法进入美国的情况非常普遍。

### 海军改革

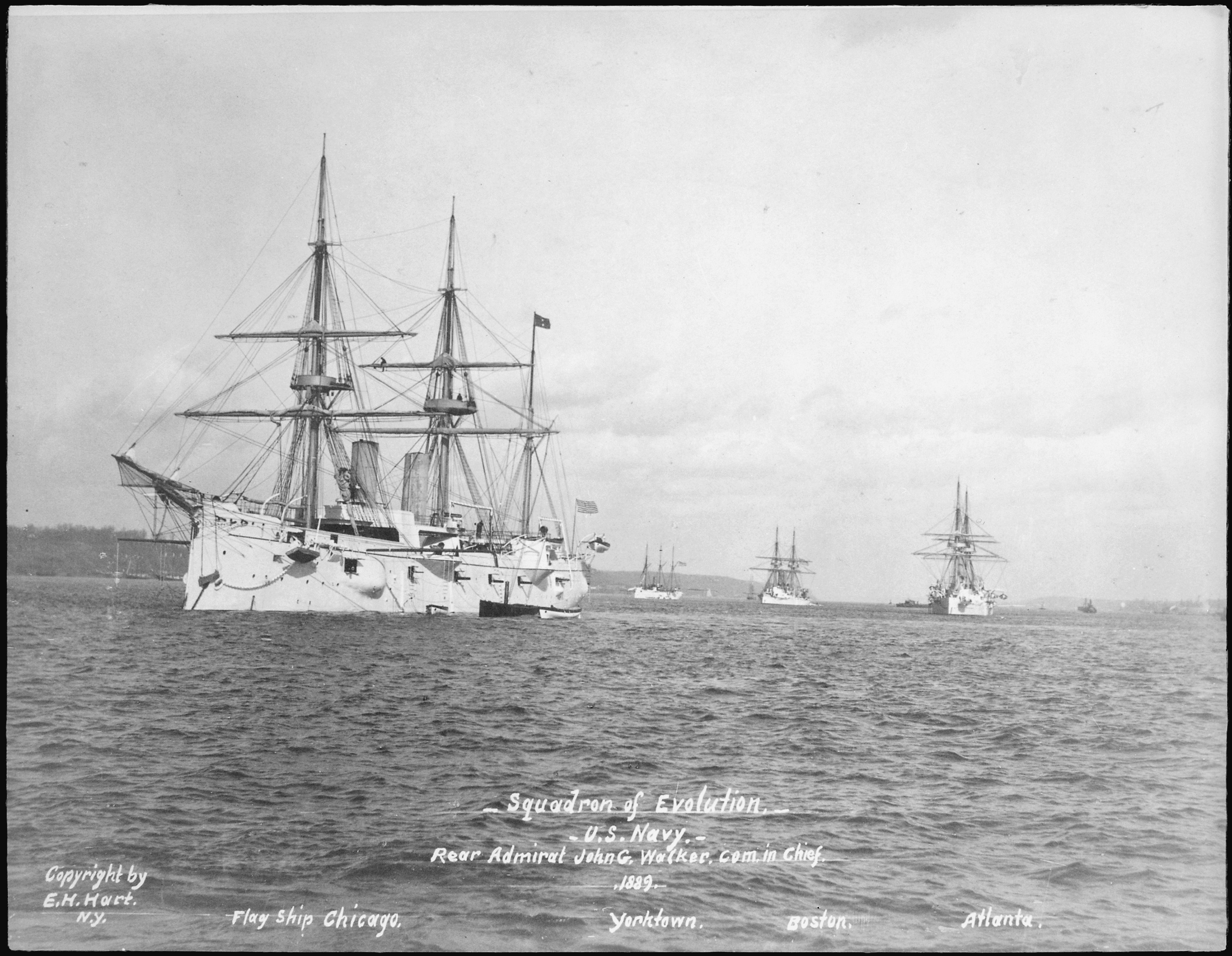
“进化中队”起锚，从左至右分别是“芝加哥号”、“约克敦号”、“波士顿号”、“亚特兰大号”

美國海軍实力在内战结束后急剧下降，从近七百艘舰船降至52艘，而且大多已经过时:337:145。加菲尔德与阿瑟当选前15年间，美国的军事重点是西部印第安战争而非公海，但随着战事趋于平息，许多国会议员开始忧心海军的落后面貌:338–341:145–147。加菲尔德任命的海军部长亨特主张改革海军，钱德勒继任后指派咨询委员会编写现代化改造报告:147–149。国会根据报告拨款建造“亚特兰大号”、“波士顿号”、“芝加哥号”三艘钢制防护巡洋舰，另有“海豚号”调度舰，四舰合称“进化中队”:342–343。国会还拨款重修1877年后一直没有完工的“清教徒号”、“海号”、“孤丘号”、“恐怖号”四艘浅水重炮舰:342–343。宾夕法尼亚州特拉华县切斯特造船厂约翰·罗奇与儿子要价最低，拿到“进化中队”四舰的建造合同，钱德勒曾是罗奇门下说客。民主党转为反对“新海军”计划，赢得第48届国会主控权后又拒不为另外七艘钢制军舰拨款。:343–345:149–151经过多次施工延误，新舰船最迟在1889年交付，美国海军实力显著改善:349–350:152–153。

### 民权

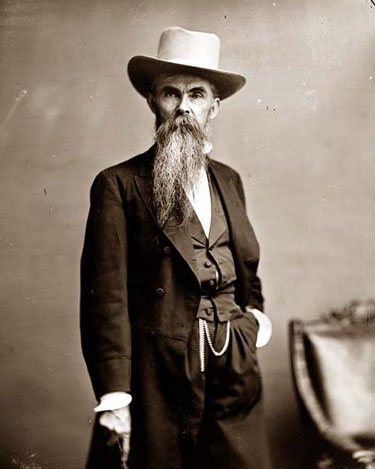
重整党领袖威廉·马洪在弗吉尼亚州倡导民权

与前几任共和党总统一样，阿瑟竭力寻找党派在南部对抗民主党、保护黑人民权的突破口。保守派民主党（又称波本民主党）白人在重建结束后已重掌南部实权，支持共和党的主要选民黑人丧失选举权，势力急剧萎缩。:306–308:105–108弗吉尼亚州重整党壮大，在民主党南方票仓打出缺口。该党以增加教育经费（不论学童肤色）、废除人頭稅与鞭刑台为党纲赢得州选举，许多北方共和党人认为重整党比行将就木的南方共和党更适合结盟。阿瑟看法类似，指示将弗吉尼亚州的联邦官职分给重整党而非共和党。他在其他南方州采取同类战略，与无党派人士和绿背党结盟。:307–309部分共和党黑人将总统务实的策略视为背叛，但弗雷德里克·道格拉斯、弗吉尼亚州前联邦参议员布兰奇·布鲁斯等人支持白宫举措，毕竟南方无党派人士在种族政策上比民主党更倾向自由派:310–313。但阿瑟的联盟政策仅在弗吉尼亚州见效，1885年民主党总统格罗弗·克利夫兰上台，重整党活动开始消亡。
联邦政府为黑人权利采取的其他措施同样缺乏进展，最高法院在连串民权案裁定《1875年民权法》违宪，阿瑟向国会表示不认同法院判决，但无力促使国会通过新法:112–114。不过，陆军军法处长大卫·斯威姆发现检方因种族偏见非法起诉西点军校黑人学员约翰逊·切萨纳特·惠特克后，阿瑟插手干预并推翻軍事法庭判决。联邦行政机构在西部面临新挑战，政府向耶穌基督後期聖徒教會施压，不得继续在犹他领地施行一夫多妻制:84–85。加菲尔德认为一夫多妻制属犯罪行径，从道德角度损害家庭价值观，阿瑟一度持相同立场:84–85。1882年阿瑟签署《埃德蒙兹法》，将一夫多妻制定为联邦重罪，违者剥夺投票权且不得出任公职:84–85。

### 印第安人政策

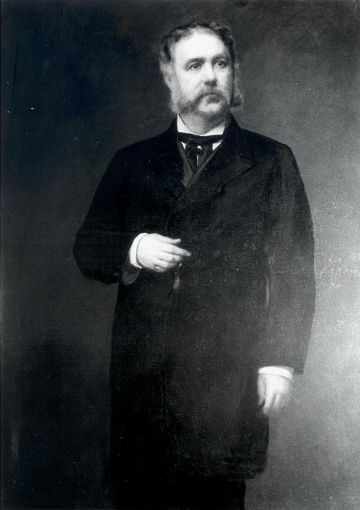
伊斯特曼·约翰逊1887年创作的阿瑟画像

美国政府与西部印第安人部落的关系在阿瑟任内生变:85–89。北美印第安战争逐渐收尾，民众情绪转向善待原住民。阿瑟敦促国会为印第安人教育增加拨款，国会1884年落实但数额未达总统期望。他还主张推进分配制度，土地归原住民个人而非部落所有。他无法在任内说服国会采纳提议，但1887年国会通过《道斯法》落实。:362–363:89–92自由改革派认可分配制度，但事实证明此举对印第安人不利，白人投机分子低价买走大部分土地:91。移民和牧场主在阿瑟任内继续侵占原住民领地，总统起初设法制止，但反对分配制度的内政部长特勒说服他确信那些土地不受保护，阿瑟于是在1885年以行政命令准许定居者进入達科他領地乌鸦溪保留地。几个月后新总统克利夫兰发现保留地属原住民所有，撤销阿瑟的命令。:362–363:89–90

### 身体健康、旅行、1884年大选

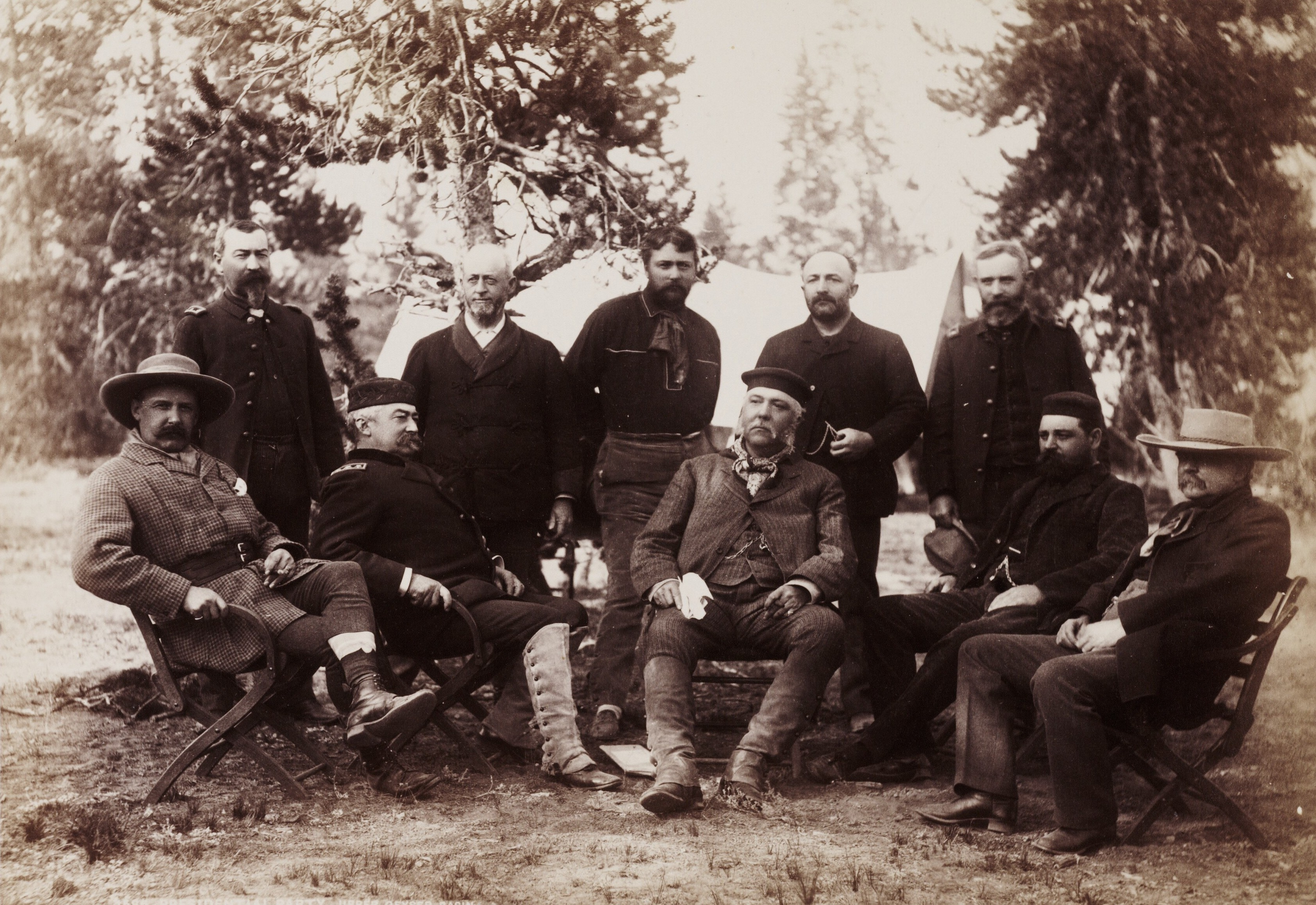
阿瑟（前排左一）与菲利普·谢里登、羅伯特·托德·林肯到黃石國家公園旅行

阿瑟入主白宫后不久便经诊断患有布赖特氏病，属腎脏轻症，如今归为腎炎。他本想保密，但病情流言1883年开始流传，他体态消瘦的同时外表更显苍老，为维持总统步调殚精竭虑。:243–244:317–318为走出令人紧张的首都恢复健康，阿瑟1883年4月与政坛友人前往佛罗里达州旅行；事与愿违，总统在遭受剧痛后返回哥伦比亚特区:244–246:355–359。同年他接受密苏里州联邦参议员乔治·格雷厄姆·韦斯特建议造访黃石國家公園。记者一路随行，对宣传新成立的国家公园体系助力甚大。:247–248:364–367与佛罗里达之行相比，黄石之旅对阿瑟的健康要好得多，两个月行程结束返回首都之际，整个人已焕然一新:366–367:124–125。
1884年大选临近，布莱恩是争取共和党提名的有力人选，阿瑟也考虑竞选完整任期。但总统在1884年共和党全国大会前几个月意识到，共和党两大派系都无意支持他连任：混血派是布莱恩一如既往的坚定后盾，中坚派尚未下定决心，有些支持阿瑟，有些考虑伊利诺伊州联邦参议员约翰·洛根。阿瑟支持民权改革令改革派青眼相看，但他们还在总统与长期主张民权改革的佛蒙特州联邦参议员乔治·埃德蒙兹间举棋不定。:254–257:368–371商界领袖支持阿瑟，经政党分肥制取得联邦职务的南方共和党人也是如此，但他们团结在总统身后时，阿瑟已决定不为争取提名投入多大精力。他表面上保持连任意愿，担心退选会为任内举措和身体状况招来非议，六月党大会召开之际，阿瑟已绝无可能提名。:373–375:181–182布莱恩首轮投票便开始领跑，第四轮赢得过半代表支持。阿瑟发出贺电并镇静地接受败选，:264–265:380–381大选期间没有采取任何行动，布莱恩在11月选举败给民主党人克利夫兰，为此怪责阿瑟没有尽力:265–266:387–389。

### 政府与内阁

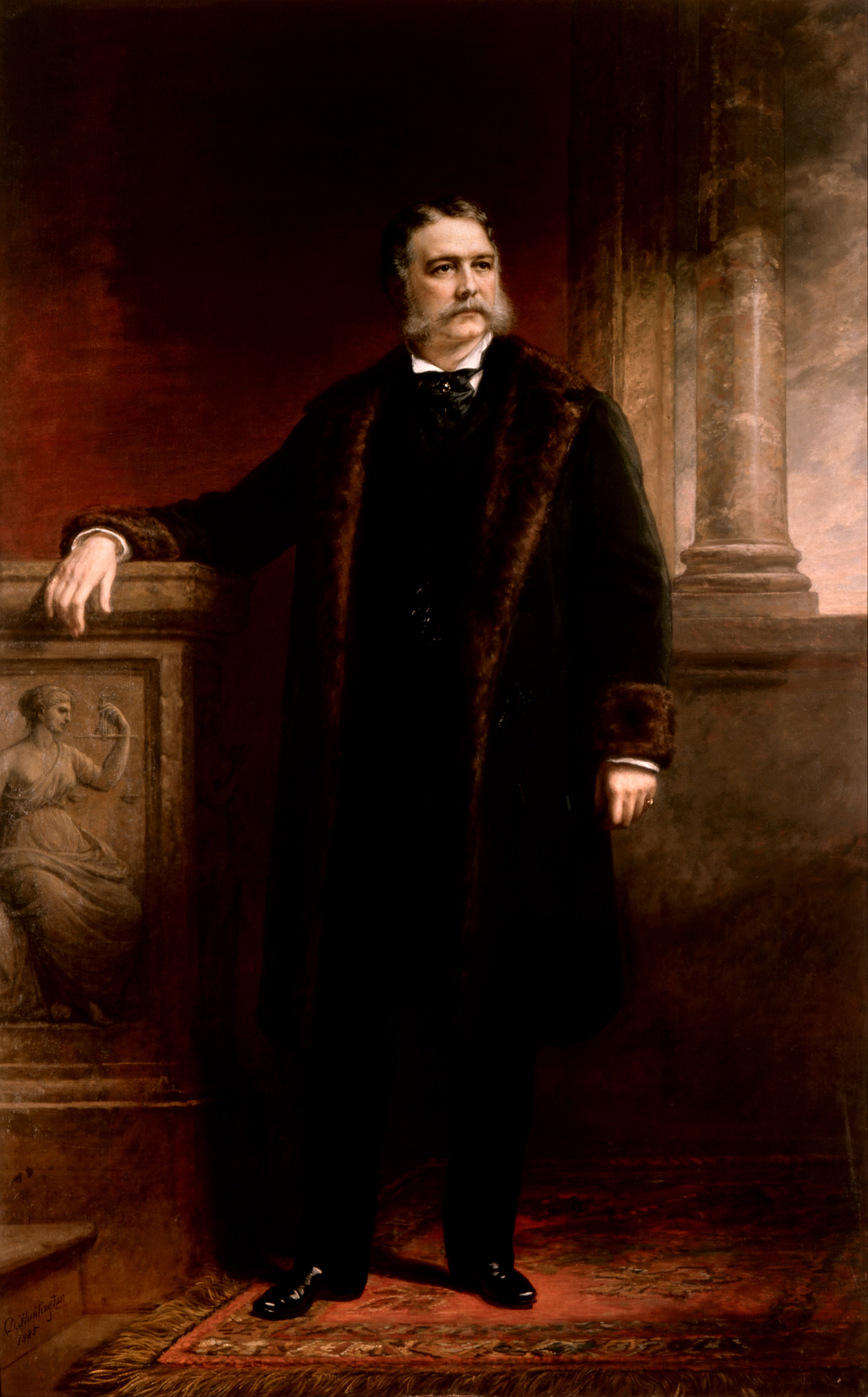
阿瑟白宫正式肖像，丹尼尔·亨廷顿绘

### 司法任命
美国最高法院在阿瑟任内两度出缺，首先是内战前就开始任职的民主党大法官内森·克利福德1881年7月去世。阿瑟提名马萨诸塞州最高法院知名法学家哈瑞斯·格雷，参议院以大幅优势确认。:195:260–261格雷在最高法院一干就是20多年，直到1902年辞职。1882年1月大法官沃德·亨特退休，阿瑟提名昔日政坛领袖康克林，觉得有必要以高位报答知遇之恩，哪怕对方不大可能接受。事实也的确如此，康克林在参议院确认提名后谢绝，:195:260–261这也是美国历史上最后一次总统提名的最高法院大法官人选在参议院确认后拒绝。阿瑟接下来考虑参议员埃德蒙兹，但他谢绝提名机会:76；最终总统提名过去四年任第二巡回上诉法院法官的塞缪尔·布拉奇福德，参议院在两周内确认:195:260–261，布拉奇福德持续任职至1893年辞世。

## 晚年（1885至1886年）

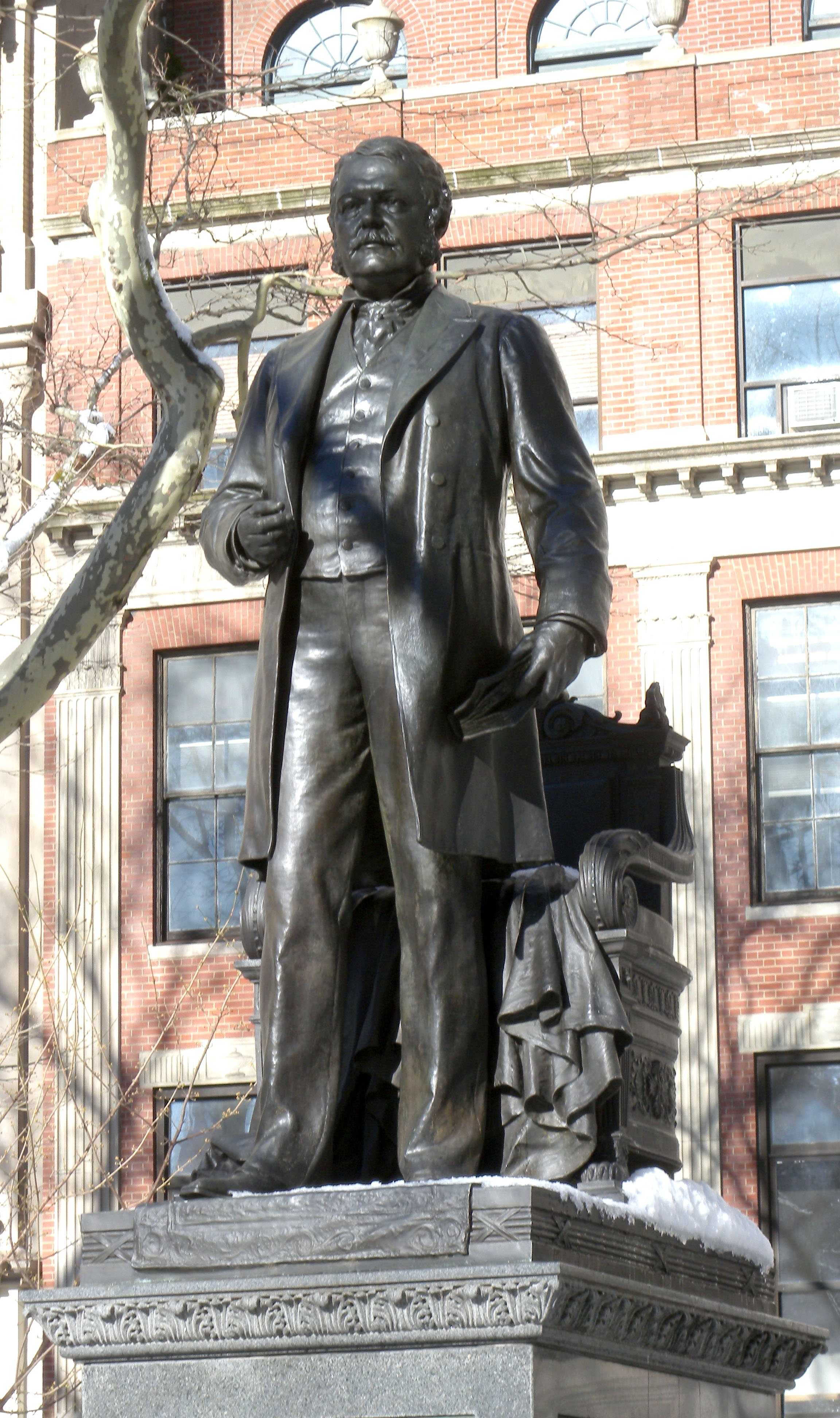
纽约麦迪逊广场1898年立起乔治·埃德温·比塞尔创作的切斯特·艾伦·阿瑟雕像

阿瑟1885年离开白宫返回纽约故居，纽约州中坚派共和党人此前两个月纷纷要求他竞选联邦参议员，但他谢绝挽留，决定回归阿瑟、克奈瓦尔、勒森律师事务所:412–414。他的工作情况受身体所限，只能满足助理律师工作需要，负责的案子很少而且经常因病情无法走出家门:416–418。1885年结束前他在公众场合露面的次数屈指可数:416–418。

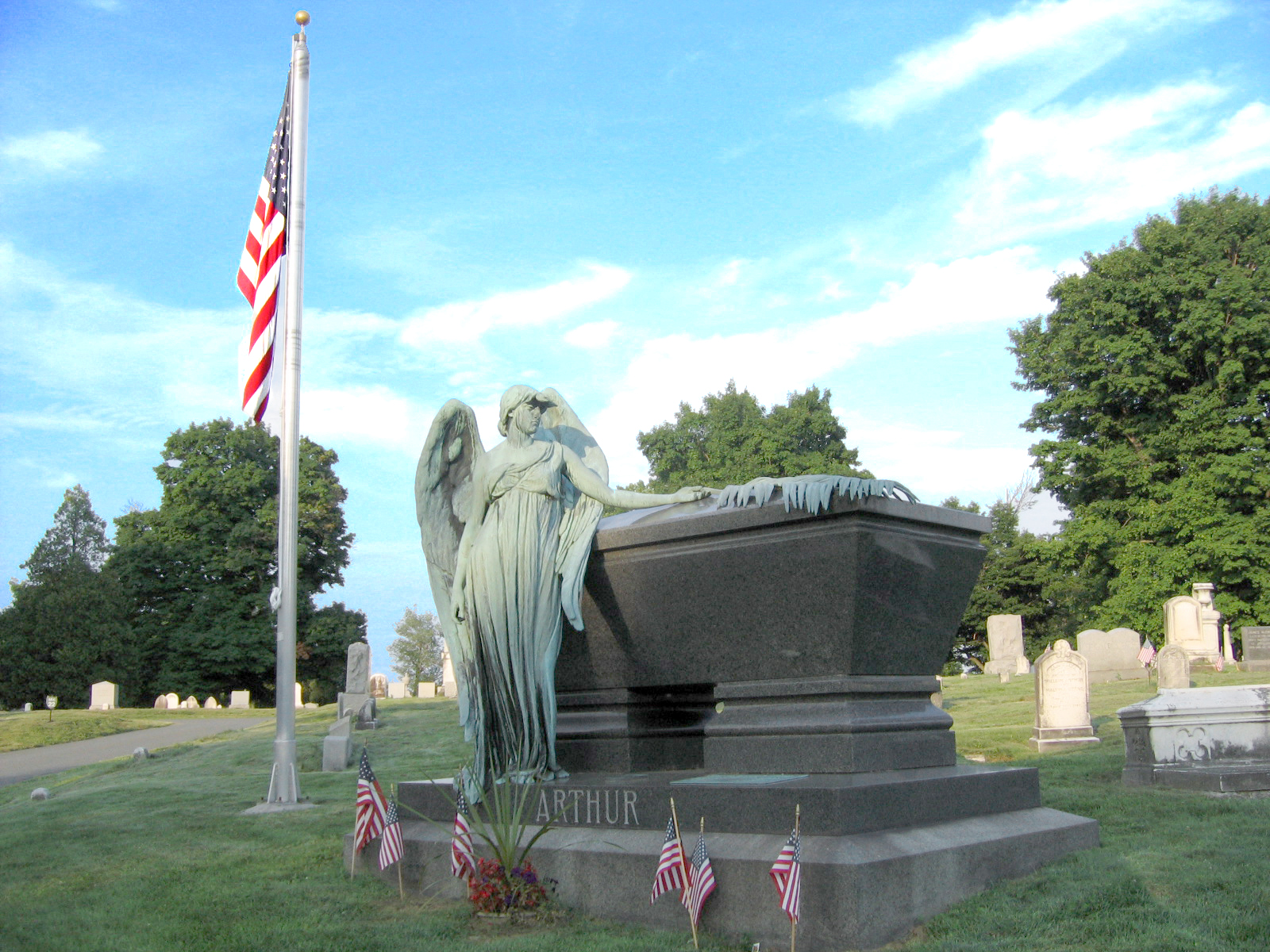
纽约州梅纳兹奥尔巴尼乡村公墓的阿瑟墓地

阿瑟1886年夏在康涅狄格州避暑，回家后病重并在11月16日下令把不论公私所有文件焚毁，次日早上他脑出血发作后再也没有醒来。11月18日，切斯特·艾伦·阿瑟与世长辞，享年56岁。:416–418葬礼22日在纽约天安教堂举行，总统克利夫兰、前总统海斯等权贵出席:418–419。阿瑟葬在奥尔巴尼县梅纳兹奥尔巴尼乡村公墓，与家人和先祖相伴，石棺位于家族墓地角落，与夫人相邻:416–418。1889年，纽约雕塑家以法莲·凯瑟在阿瑟坟前竖立纪念碑，主体是上有青铜棕榈叶的花岗岩石棺，旁边屹立巨大的青铜天使雕像。
阿瑟卸任总统后仅一年多便逝世，在历届美国总统中只比下台后三个月离世的詹姆斯·诺克斯·波尔克長。

## 影响
许多共和国大军哨所以阿瑟命名，如堪萨斯州尼马哈县戈夫、内布拉斯加州纳科尔斯县劳伦斯、俄勒冈州梅德福、威斯康星州沃帕卡县奥格登斯堡。他1882年4月5日入选美国忠诚军团军事教团哥伦比亚特区司令部，徽章号码02430，该荣誉可授予军官或平民，表彰他们对战事的显著贡献。
阿瑟的母校联合学院1883年授予他法学博士名誉学位。
雕塑家乔治·埃德温·比塞尔创作的阿瑟纪念雕像高4.6米，青铜人像矗立在花岗岩基座上，1898年在纽约麦迪逊广场竖立，次年由阿瑟的九妹玛丽揭幕。战争部长羅脫在仪式上称赞阿瑟是“充满睿智的政治家，管理工作坚定有效”，承认阿瑟在任上面临孤立，连所在政党都态度冷淡。:419
阿瑟在现实生活中不受待见，历史学家的评价也是如此，离任后他几乎立刻消失在历史长河:139。历史学家乔治·豪1935年表示，阿瑟在美国史上扮演重要角色，同时又奇怪地默默无闻:288。里维斯1975年指出，阿瑟任命的官员即使算不上杰出也异常可靠，那时的商界与政界充斥腐败和丑闻，但没有玷污他的政府:420。扎卡里·卡拉贝尔2004年为阿瑟立传，认为传主无论身体还是情绪上都有缺陷，但无疑竭尽所能为国效力:139。正如豪在半个多世纪前总结的那样：“阿瑟的政治言行自成体系，遵守三大原则：对任何人言而有信、严防腐败、待人和蔼可亲的同时保持个人尊严。这些原则……令他与人们眼中传统的政治家截然不同。”:290
威廉·赫斯特买下阿瑟位于纽约的故居，现称切斯特·艾伦·阿瑟之家，1944年起一直是卡鲁斯坦香料商场所在。

## 扩展阅读
- Greenberger, Scott S. . Da Capo. 2017: xii. ISBN 978-0-30-682389-3.
- Department of Oregon, Grand Army of the Republic. . Salem, OR: State Publishing Department. 1919  [2021-12-03]. （原始内容存档于2022-07-13）.
- Brooks, Tim; Marsh, Earle F. . New York, NY: Ballantine Books. 2007  [2021-12-03]. ISBN 978-0-345-49773-4. （原始内容存档于2022-07-13）.
- Rhodes, James Ford. . 1919  [2021-12-05].
- Bowman, Donna. . AV Club (Chicago, IL). 2007-09-24  [2021-12-05]. （原始内容存档于2021-10-03）.
- . TV.com. New York, NY: CBS Interactive Inc.   [2020-07-27]. （原始内容存档于2020-07-27）.
- gmdirect. . PuzzleNation.com. Puzzle Nation. 2014-08-19  [2021-12-05]. （原始内容存档于2021-10-16）.
- Shoemaker, Allison. . The Simpsons' Top 30 Episodes. Consequence Of Sound. 2017-04-07  [2021-12-05]. （原始内容存档于2021-05-23）.